# Штаремберг, Эрнст Рюдигер фон (фельдмаршал)
Эрнст Рюдигер фон Штаремберг (нем. Ernst Rüdiger, Graf von Starhemberg; 12 января 1638 — 4 января 1701) — имперский граф, австрийский генерал-фельдмаршал из рода Штарембергов, руководивший обороной Вены от турок в 1683 году и возглавлявший с 1692 года гофкригсрат. Двоюродный брат Гвидо фон Штаремберга, сводный брат  Гундакера Томаса Штаремберга.
Образование получил в иезуитской коллегии. Начал военную карьеру во французской кампании под начальством Раймондо Монтекукколи. Во время великой войны с турками Штаремберг выказал замечательную храбрость и стратегические способности. Во время так называемого «заговора магнатов» Ракоци хитростью овладел Штарембергом и офицерами его полка во время пира, но им скоро удалось вырваться на свободу.
В 1680 году он был назначен комендантом Вены. В 1683 году особенно отличился при осаде Вены турками. Он был ранен в руку и, однако, оставался на своем посту в течение всей осады. В награду за это он получил звание фельдмаршала. После этого он помогал Яну Собескому в его походе в Венгрию, но в 1686 году был тяжело ранен и принужден был отказаться от дальнейшего участия в военных действиях.